# Asa Fitch
Pour les articles homonymes, voir Fitch.
Asa Fitch est un entomologiste américain, né le 24 février 1809 à Salem et mort le 8 avril 1879 dans cette même ville.

## Biographie

### Jeunesse et formation
Il est le second fils d’Asa (médecin et fermier) et d’Abigail Martin Fitch. Il est diplômé par la Rensselaer School (aujourd’hui Rensselaer Polytechnic Institute) à Troy en 1827. Passionné dès son plus jeune âge par la botanique, il est encouragé dans cette voie par l’un de ses professeurs, Amos Eaton (1776-1842) et participe, avec d’autres élèves, à ses herborisations au Lac Érié. Il suit les injonctions de son père et entreprend des études de médecine en 1827 bien que l’entomologie soit sa véritable passion. Il lit d’ailleurs tous les ouvrages qu’il peut trouver sur cette discipline. Il obtient son Medical Doctorat en 1829 à l’Académie de médecine du Vermont.

### Carrière et travaux scientifiques
Il enseigne l’histoire naturelle à la Rensselaer School en 1830 et exerce la médecine à Greenville (Illinois). En 1832, il pratique à Fort Miller et à Stillwater (dans l’État de New York). Il se marie en 1832 avec Elizabeth McNeil, union dont il aura au moins un enfant.
À partir de 1838, il gère l’exploitation de son père à Salem. Il crée, à côté de sa maison, un petit bâtiment, surnommé Bughouse, où il étudie et élève certaines espèces. Il publie son premier article scientifique en 1845. En 1854, il devient le premier entomologiste employé par un État américain, à savoir l’État de New York, qui dégage un budget de 1 000 dollars. La fonction de Fitch est d’étudier, en priorité, les espèces nuisibles. Bien que le titre d’entomologiste d’État n’existe pas officiellement encore, il va le recevoir à titre honorifique. Il va faire paraître, durant quatorze années (de 1855 à 1872), un Reports on the Noxious, Beneficial, and Other Insects of the State of New York, dans Transactions of The New York State Agricultural Society (onze rapports seront publiés également séparément). Il est l'auteur de 103 autres articles (ou de lettres) scientifiques.
À sa mort, sa collection, riche de 120 000 spécimens, est vendue aux enchères, certaines parties à des collectionneurs privés, d’autres au Muséum d’Albany ou à d’autres muséums américains.
Nombre d’espèces créées par lui ne sont pas valides. Ces erreurs de détermination reflètent l’isolement de Fitch qui manquait de documentations et ne recevait pas d’aide. Les seuls liens qu'il entretient avec l'entomologie académique se limitent à son importante correspondance notamment avec John Lawrence LeConte (1825-1883).

## Sources
- Edward Oliver Essig (1931). A History of Entomology. Mac Millan (New York) : vii + 1029 p.
- Arnold Mallis (1971). American Entomologists. Rutgers University Press (New Brunswick) : xvii + 549 p.
- Keir B. Sterling, Richard P. Harmond, George A. Cevasco & Lorne F. Hammond (dir.) (1997). Biographical dictionary of American and Canadian naturalists and environmentalists. Greenwood Press (Westport) : xix + 937 p.